# Bygholm Mølle
Bygholm Mølle er beliggende i Vejlerne. Det er en vindmølle af typen Hollandsk vindmølle med jordomgang. Den er opført lige efter 2. slesvigske krig, formentlig i 1866, hvor landvinding var en del af "kompensationen" for tabet af hertugdømmerne. Den blev derfor bygget som pumpemølle og skulle medvirke til at tørlægge vådområderne ved Vejlerne. Møllen er opført med støbt fundament. Møllekroppen er en ottekantet trækonstruktion beklædt med spån. Hatten er løgformet og beklædt med spån. Møllen er i 2025 ikke funktionsdygtig, da vingerne er uden hækværk og den mangler krøjeværket. Oprindelig har møllen krøjet med vindrose. Driften ophørte i 1941.

## Afvandingsprojektet
Ved de lavvandede fjordarme fra Limfjorden omkring halvøen Hannæs har der været afvandingsprojekter i sidste halvdel af 1800-tallet. Den østlige del af Vejlerne blev afskåret fra Limfjorden ved hjælp af Bygholm-dæmningen i perioden omkring 1870, mens den vestlige del blev søgt tørlagt i 1880’erne.